# Cronología de Jesús

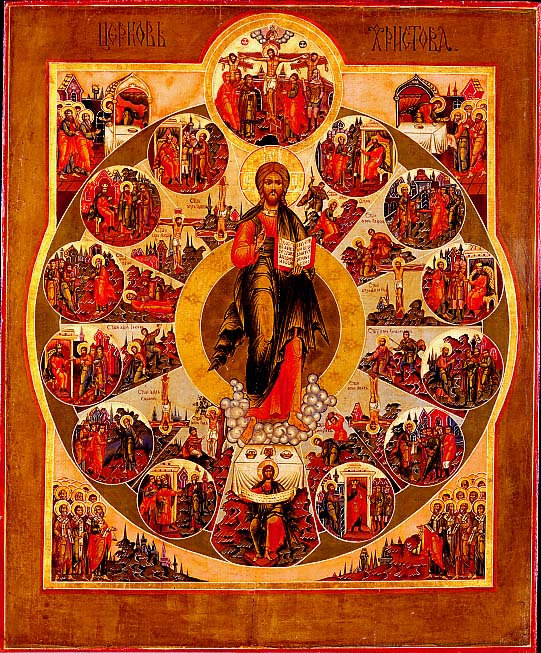
Icono ruso medieval representando la Vida de Cristo.

Una cronología de Jesús tiene como objetivo establecer una línea de tiempo para los eventos históricos en la vida de Jesús de Nazaret. Los evangelios cristianos son principalmente documentos teológicos en lugar de reportes historiográficos. Sin embargo, es posible emplear fuentes coetáneas para fechar los acontecimientos más importantes de la vida de Jesús.
Dos métodos se han utilizado para estimar el año de nacimiento de Jesús, uno basado en los relatos de su nacimiento en los evangelios, con referencia al reinado del rey Herodes; otro, trabajando en retroceso a partir su edad declarada de «treinta años» cuando comenzó a predicar: la mayoría de los estudiosos, sobre esta base, asumen una fecha de nacimiento entre los años 6 y 4 a. C.
Tres detalles se han utilizado para estimar el año en que Jesús comenzó a predicar: una mención de su edad de «cerca de treinta años» durante el año «quince» en el reinado de Tiberio César, otro relativo a la fecha de la reconstrucción del templo en Jerusalén, y la muerte de Juan el Bautista. Por lo tanto, los expertos estiman que Jesús comenzó a predicar, y reunir seguidores, alrededor de 27-29 d. C. De acuerdo con los tres evangelios sinópticos, Jesús continuó predicando durante al menos un año; y de acuerdo con Juan, durante tres años.
Tres enfoques principales se han utilizado para estimar la fecha de la crucifixión de Jesús. Uno utiliza fuentes no cristianas, tales como Josefo y Tácito. Otro retrocede a partir del evento históricamente bien establecido del apóstol Pablo en Acaya, para estimar la fecha de su conversión. Ambos enfoques dan lugar al año 36 d. C. como límite superior de la crucifixión. De este modo, los estudiosos generalmente concuerdan en que Jesús fue crucificado entre 30-36 d. C. Estimaciones puntuales astronómicas se centran en el día viernes 3 de abril de 33 d. C. y, con menor frecuencia, en el viernes 7 de abril de 30 d. C.

## Contexto y generalidades

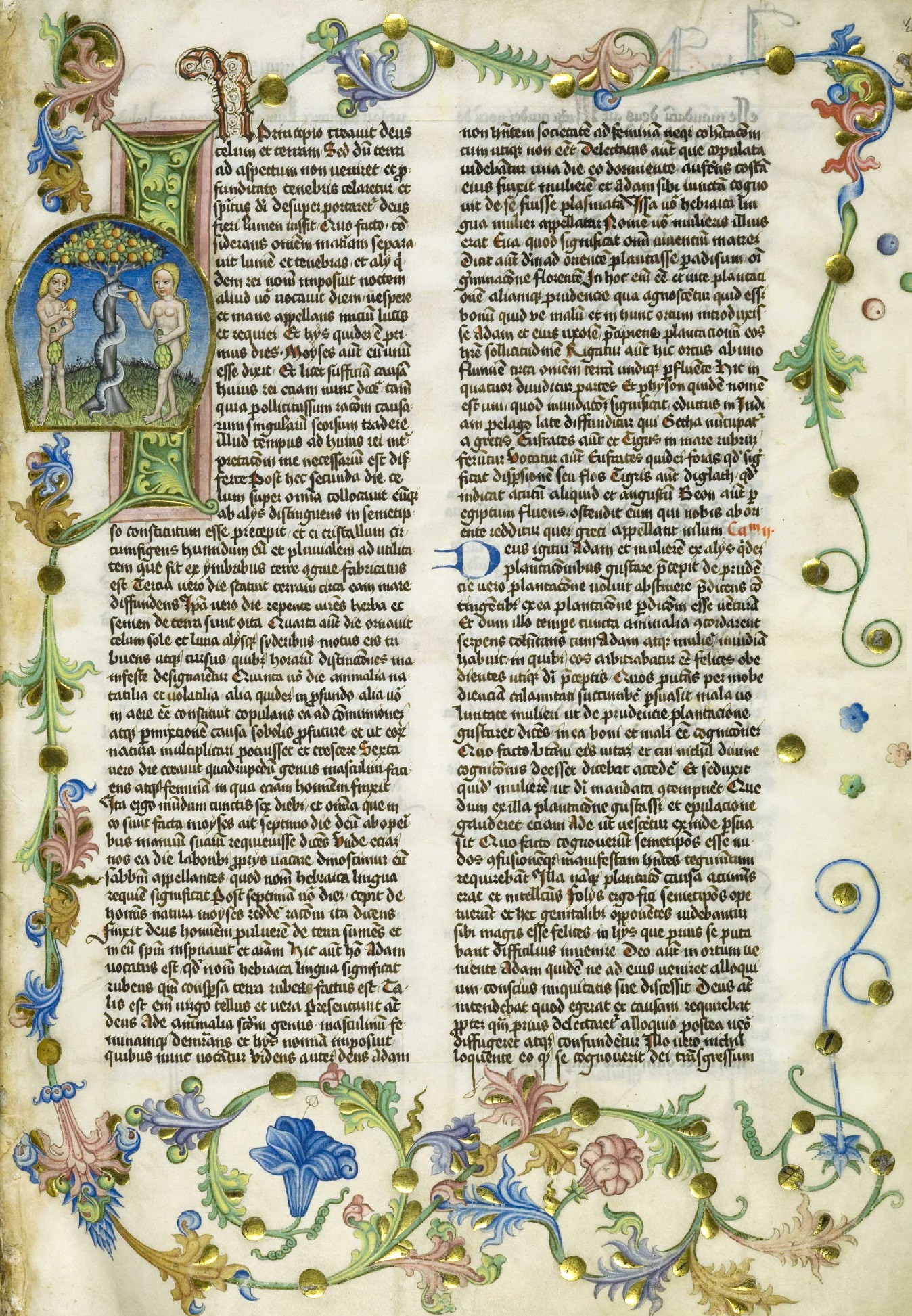
Antigüedades judías de Josefo, una fuente para la cronología de Jesús.

Los evangelios cristianos no pretenden proporcionar una lista exhaustiva de los acontecimientos en la vida de Jesús. Fueron escritos como documentos teológicos en el contexto del cristianismo primitivo, en lugar de crónicas históricas, y sus autores mostraron poco interés en una cronología absoluta de Jesús o en la sincronización de los episodios de su vida con la historia secular de la época. Una manifestación de los evangelios como documentos teológicos en lugar de crónicas históricas es que dedican alrededor de un tercio de su texto a apenas siete días, es decir, la última semana de la vida de Jesús en Jerusalén, también conocida como la pasión de Cristo.
Aunque proporcionan pocos detalles sobre los eventos para que puedan ser claramente datados, es posible establecer algunos intervalos de tiempo con respecto a los principales acontecimientos de su vida a través de correlaciones con otras fuentes. Una serie de documentos históricos no cristianos, tales como las fuentes judías y grecorromanas, se han utilizado en el análisis histórico de la cronología de Jesús. Virtualmente todos los historiadores modernos están de acuerdo en que Jesús existió, y consideran su bautismo y su crucifixión como acontecimientos históricos, y se asume que los rangos aproximados para estos eventos pueden ser estimados.
Utilizando estos métodos, la mayoría de los estudiosos asumen una fecha de nacimiento entre 6 y 4 a. C., que la predicación de Jesús comenzó alrededor de 27-29 d. C., y duró de uno a tres años. Los eruditos calculan la muerte de Jesús como teniendo lugar entre el 30-36 d. C.

## Fecha de nacimiento

### Relatos de la Natividad: Lucas y Mateo

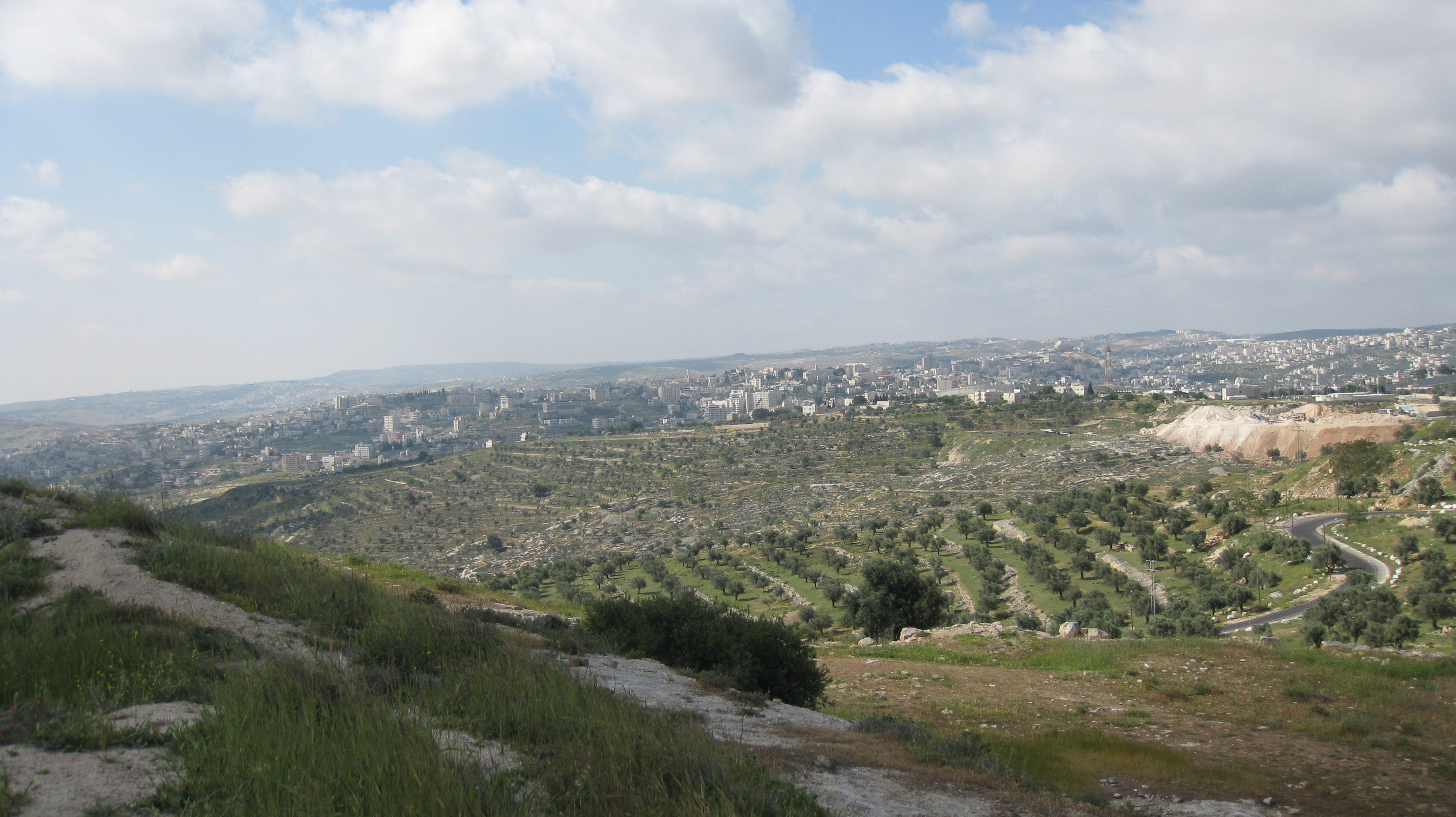
Una vista de Belén hoy, desde los montes de sus alrededores.

Un enfoque para estimar el año de nacimiento de Jesús se basa en el análisis de los relatos de la natividad en los Evangelios de Lucas y Mateo, junto con las fuentes históricas correspondientes.
La mayoría de los estudiosos no consideran a las historias de la natividad en Lucas y Mateo como históricamente factuales. Por esta razón, no las consideran un método fiable para determinar la fecha de nacimiento. Karl Rahner afirma que los autores de los evangelios se centran generalmente en elementos teológicos en lugar de cronologías históricas. Sin embargo, tanto Lucas como Mateo asocian el nacimiento de Jesús con el tiempo de Herodes el Grande. Mateo 2:1 afirma que «Jesús nació en Belén de Judea en días del rey Herodes», e implica que Jesús podría haber sido de hasta dos años de edad en el momento de la visita de los sabios, antes de la muerte de Herodes. Lucas 1:5 menciona el reinado de Herodes poco antes del nacimiento de Jesús, pero consigna el nacimiento durante el censo de Quirino, diez años más tarde. La mayoría de los estudiosos creen que Lucas cometió un error al referirse al censo. Como resultado, se suelen aceptar una fecha de nacimiento entre los años 6 y 4 a. C., año en que murió Herodes.
Ningún relato del Evangelio menciona la época del año durante la cual los acontecimientos que describe se llevan a cabo. Sin embargo, el Evangelio de Lucas menciona a los pastores que pastan sus ovejas en los campos, lo que ha sido tomado como implicando un nacimiento durante la primavera, verano o principios del otoño.
La celebración de la Navidad como el día del nacimiento de Jesús se basa en una fecha de una fiesta pagana en lugar de un análisis histórico. En los siglos I y II, el día del Señor (domingo) era la celebración cristiana más antigua, e incluía una serie de temas teológicos. En el siglo II, la resurrección de Jesús se convirtió en una fiesta separada de la Pascua y, en el mismo siglo, la Epifanía comenzó a celebrarse en las Iglesias orientales el 6 de enero. La fiesta de la Natividad, que posteriormente se convirtió en la Navidad, era una fiesta del siglo IV en las Iglesias occidentales, sobre todo en Roma y el norte de África, aunque no se sabe exactamente dónde y cuándo fue realizada la primera.
La fuente más antigua que indica el 25 de diciembre como la fecha de nacimiento de Jesús es probablemente Hipólito de Roma, escritor de inicios del siglo III, basado en la suposición de que la concepción de Jesús tuvo lugar en el equinoccio de primavera, que él colocó en el 25 de marzo, y luego añadió nueve meses; a continuación, se celebraban festivales en esa fecha. Juan Crisóstomo también defendió una fecha de 25 de diciembre en el siglo IV, basando su argumento en el supuesto de que la ofrenda de incienso en Lucas 1:8-11 fue la ofrenda de incienso de un alto sacerdote en Yom Kipur (principios de octubre) y, como anteriormente, contó quince meses en adelante. Sin embargo, esto es muy probablemente una justificación retrospectiva de una elección ya hecha en lugar de un verdadero intento de derivar la fecha de nacimiento correcta.

### Retrocediendo desde el momento en que Jesús comenzó a predicar

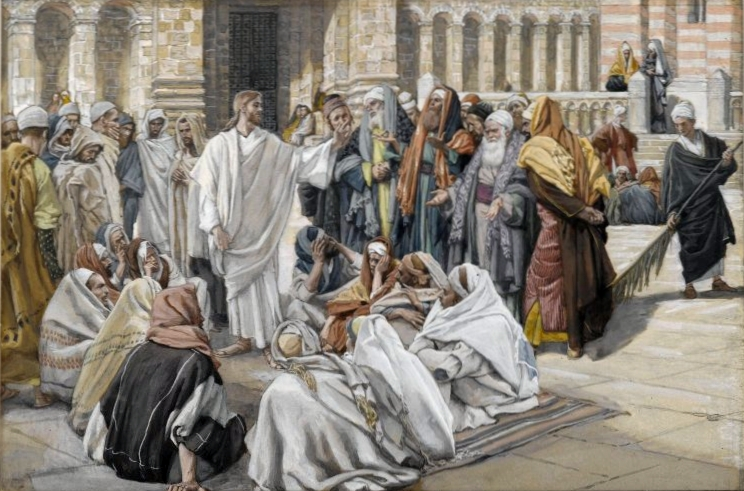
Disputa de Jesús y los fariseos, de James Tissot, c. 1890

Otro enfoque para estimar el año de nacimiento funciona retrocediendo desde el momento en que Jesús comenzó a predicar, basada en la declaración de Lucas 3:23, sobre que Jesús era «como de treinta años» en ese momento.
El intervalo de fechas asumido generalmente cuando Juan el Bautista estaba activo, basado en la referencia de Lucas al reinado de Tiberio en Lucas 3:1-2, es de aproximadamente 28-29 d. C., con Jesús comenzando a predicar poco después. La fecha de Lucas en 28-29 d. C. se confirma de manera independiente con la referencia en Juan 2:20 al Templo, en su año 46 de construcción durante la Pascua cuando Jesús comenzó su ministerio, lo que corresponde a alrededor de 27-29 d. C. según estimaciones académicas, como se discute más adelante.
Trabajando hacia atrás a partir de 29 d. C., parece que Jesús nació en torno al año 2 a. C. Sin embargo, algunos investigadores han calculado que si a la frase «cerca de treinta» es interpretada como 32 años de edad, esto podría caber una fecha de nacimiento apenas dentro el reinado de Herodes, quien murió en el año 4 a. C.

## Años de predicación

### El reinado de Tiberio y el Evangelio de Lucas

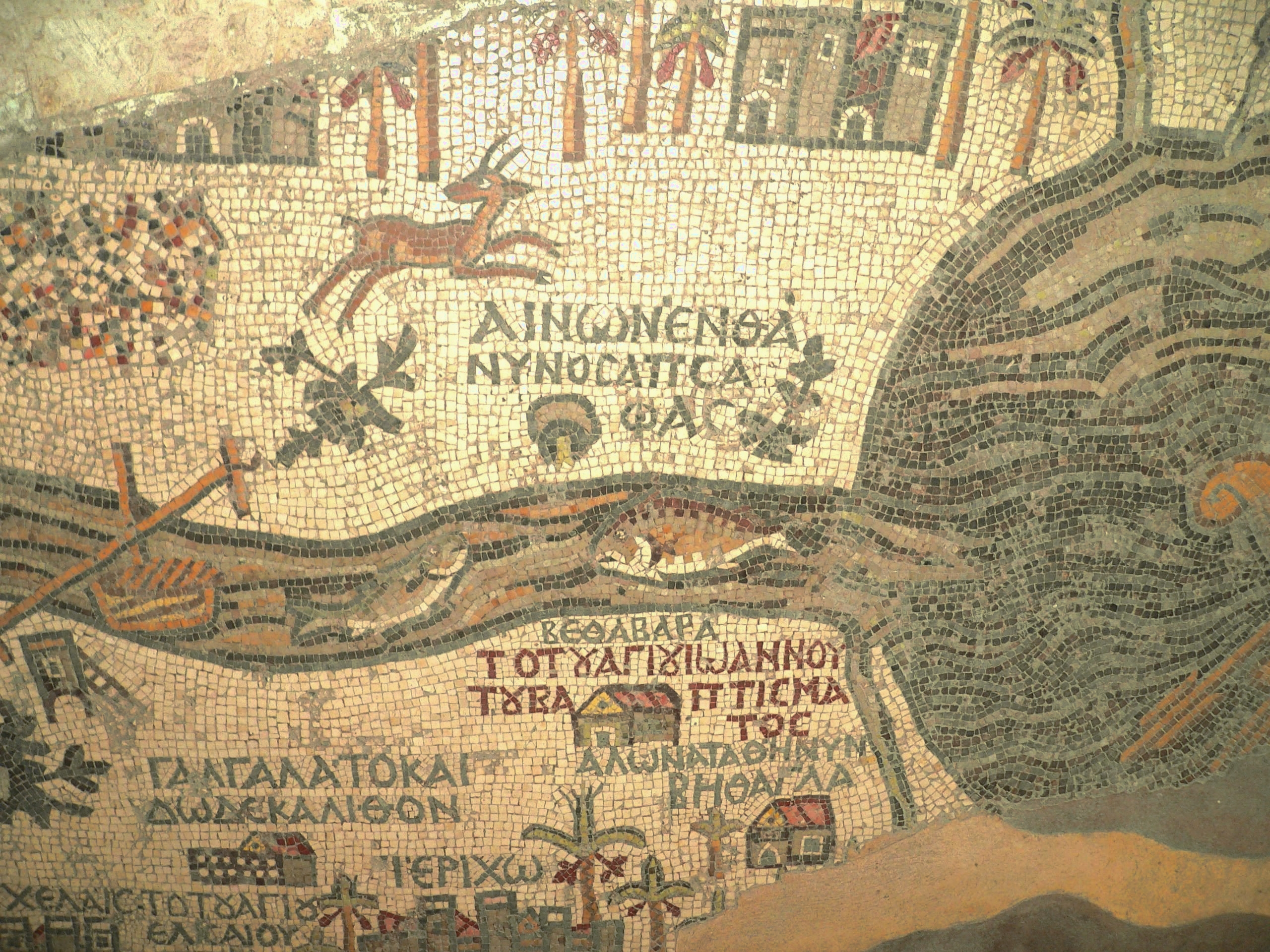
Parte del mapa de Madaba, mostrando a Betábara (Βέθαβαρά), llamándola el lugar donde Juan bautizaba.

Uno de los métodos para la estimación de la fecha de inicio del ministerio de Jesús se basa en el Evangelio de Lucas; específicamente. en la declaración de Lucas 3:1-2 sobre el ministerio de Juan el Bautista, que precedió al de Jesús:
En el año decimoquinto del imperio de Tiberio César, siendo gobernador de Judea Poncio Pilato, y Herodes tetrarca de Galilea, y su hermano Felipe tetrarca de Iturea y de la provincia de Traconite, y Lisanias tetrarca de Abilinia, y siendo sumos sacerdotes Anás y Caifás, vino palabra de Dios a Juan, hijo de Zacarías, en el desierto.
El reinado de Tiberio César comenzó en la muerte de su predecesor César Augusto en septiembre de 14 d. C., lo que implica que el ministerio de Juan el Bautista comenzó a finales del 28 o principios del 29 d. C. La sugerencia alternativa de Reisner es que Juan el Bautista comenzó su ministerio en el año 26 o 27 d. C., porque Tiberio gobernó junto con Augusto durante dos años antes de convertirse en el único gobernante. Si es así, el año quince del reinado de Tiberio se contaría desde 12 d. C. Sin embargo la sugerencia de Reisner es considerada como menos probable, ya que todos los grandes historiadores romanos que calculan los años del reinado de Tiberio (a saber, Tácito, Suetonio y Dión Casio) cuentan desde 14 d. C., el año de la muerte de Augusto. Además, la evidencia numismática muestra que Tiberio comenzó a reinar en 14 d. C.
Los evangelios presentan al ministerio de Juan el Bautista como precursor del de Jesús, y su bautismo marca el inicio de su ministerio. En su sermón en Hechos 10:37-38, dado en la casa de Cornelio, el centurión, el apóstol Pedro ofrece una visión general del ministerio de Jesús, y se refiere a lo que había sucedido «por toda Judea, comenzando desde Galilea, después del bautismo que predicó Juan» y que Jesús, a quien «Dios ungió con el Espíritu Santo y con poder», había ido «haciendo bienes y sanando».

### El Templo en Jerusalén y el Evangelio de Juan

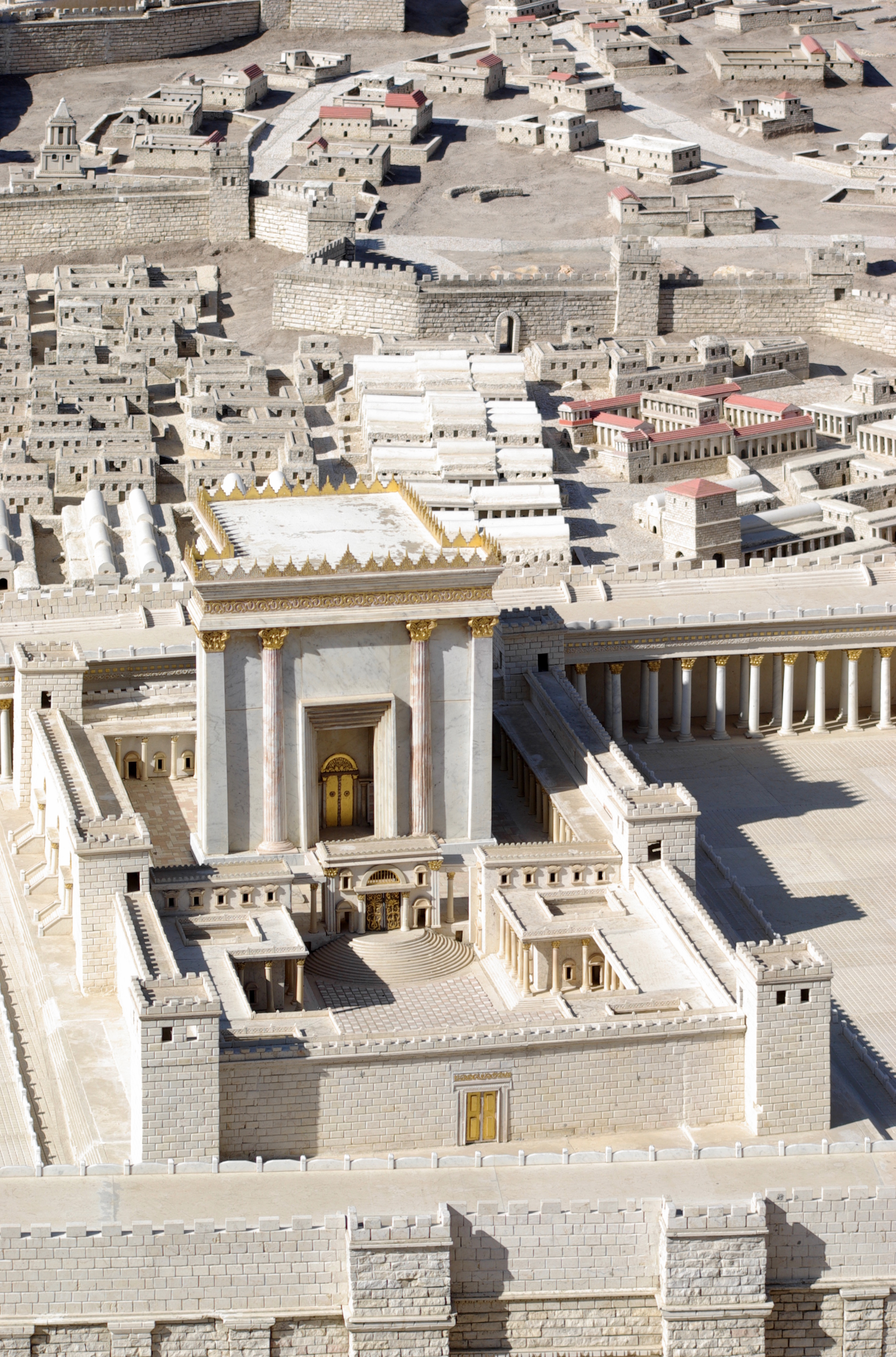
Templo de Herodes, referido en, como es imaginado en Modelo de Tierra Santa en Jerusalén. En la actualidad se encuentra adyacente al Santuario del Libro, exhibido en el Museo de Israel, Jerusalén.

Otro método para estimar el comienzo del ministerio de Jesús sin depender de los evangelios sinópticos es relacionar el registro en el Evangelio de Juan acerca de la visita de Jesús al templo de Herodes en Jerusalén con los datos históricos acerca de la construcción del Templo.
Juan 2:13 afirma que Jesús fue al Templo en Jerusalén en torno al inicio de su ministerio, y en Juan 2:20 se le dice: «En cuarenta y seis años fue edificado este templo, ¿y tú en tres días lo levantarás?».
El Templo de Herodes en Jerusalén fue una construcción amplia y de largo plazo sobre el Monte del Templo, que nunca fue completamente terminado, incluso en el momento en que fue destruido por los romanos en el año 70 d. C. Teniendo ciudades enteras construidas como Cesarea Marítima, Herodes vio a la construcción del templo como un monumento fundamental, colosal. La dedicación del Templo inicial (a veces llamada del interior del Templo) fue seguida por un período de construcción de 17 o 18 meses, justo después de la visita de Augusto a Siria.
Josefo (Antigüedades 15.11.1) afirma que la reconstrucción del Templo fue iniciada por Herodes en el año 18 de su reinado. Sin embargo, existe cierta incertidumbre acerca de cómo Josefo se refiere y calcula las fechas, sobre que evento marcó el comienzo del reinado de Herodes, y si la fecha inicial se refiere al Templo interior, o la posterior construcción. De ahí que varios estudiosos llegan a dataciones ligeramente diferentes para la fecha exacta del inicio de la construcción del Templo, variando por unos pocos años en su estimación final de la fecha de la visita de Jesús al mismo. Dado que habían pasado 46 años de construcción, la mejor estimación académica para cuando Jesús predicó es de alrededor del año 29 d. C.

### Referencia de Josefo a Juan el Bautista
Tanto los evangelios y el historiador del siglo I Flavio Josefo, en su obra Antigüedades judías, aluden a Herodes Antipas como el asesino de Juan el Bautista, y al matrimonio de Herodes y Herodías; estableciendo dos conexiones clave entre Josefo y los episodios bíblicos. Josefo se refiere a la detención y ejecución de Juan el Bautista por Herodes Antipas y que Herodías dejó a su marido para casarse con Antipas, en desafío de la ley judía.

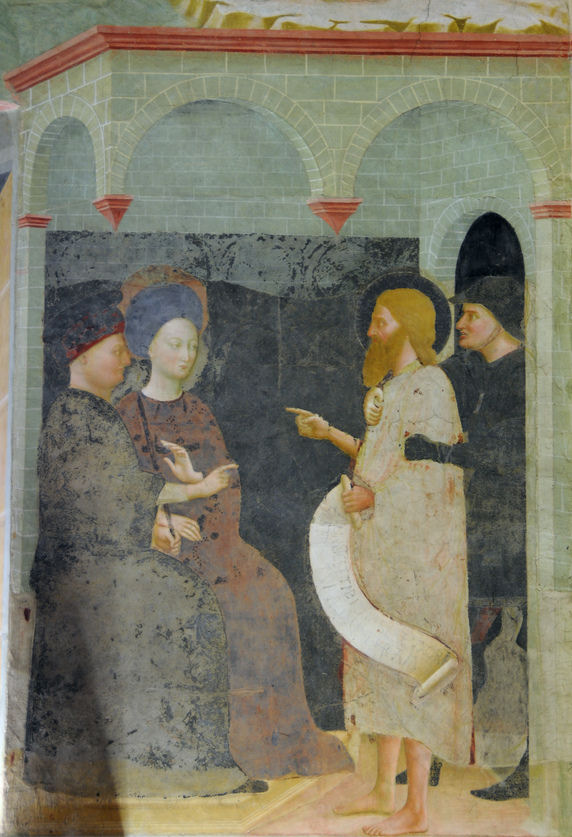
Juan el Bautista reprende a Herodes. Fresco de Masolino, 1435.

Josefo y los evangelios difieren, sin embargo, en los detalles y motivos, por ejemplo, si la ejecución fue una consecuencia de la unión de Herodes Antipas y Herodías (como se indica en Mateo 14:4 y Marcos 6:18), o una medida preventiva de Herodes, que posiblemente tuvo lugar antes del casamiento para sofocar un posible alzamiento basado en las observaciones de Juan, como sugiere Josefo en Antigüedades 18.5.2.
El año exacto del matrimonio de Herodes Antipas y Herodías es objeto de debate entre los estudiosos. Mientras que algunos estudiosos datan el año del matrimonio en el rango de 27-31 d. C., otros tienden a aproximar a una fecha tan tardía como 35 d. C., si bien esta datación tiene mucho menos apoyo. En su análisis de la vida de Herodes, Harold Hoehner estima que el encarcelamiento de Juan el Bautista probablemente ocurrió en torno al año 30-31 d. C. La International Standard Bible Encyclopedia estima la muerte del Bautista se produjo hacia el año 31-32 d. C.
Josefo afirma (Antigüedades 18.5.2) que la derrota de Herodes Antipas (36 d. C.) en los conflictos con Aretas IV de Nabatea fue ampliamente considerada por los judíos de la época como una desgracia provocada por la injusta ejecución de Juan el Bautista. Teniendo en cuenta que el Bautista fue ejecutado antes de la derrota de Herodes por Aretas, y sobre la base de las estimaciones científicas de la fecha aproximada del matrimonio de Herodes Antipas y Herodías, la última parte del ministerio de Juan el Bautista y, por lo tanto, parte del ministerio de Jesús, cae dentro del intervalo de tiempo histórico de 28-35 d. C., con el último año (35 d. C.) con el menor apoyo entre los estudiosos.

## Fecha de muerte

### Prefectura de Poncio Pilato
Los cuatro evangelios canónicos afirman que Jesús fue crucificado en la prefectura de Poncio Pilato.(Mateo 27:27-61; Marcos 15:1-47; Lucas 23:25-54; Juan 19:1-38).
En Antigüedades judías (escrita alrededor de 93 d. C.), Josefo afirma (Antigüedades 18.3) que Jesús fue crucificado por orden de Pilato. La mayoría de los estudiosos están de acuerdo en que, si bien esta referencia incluye algunas interpolaciones cristianas posteriores, originalmente incluía una referencia a la ejecución de Jesús bajo Pilato.
En el siglo II, el historiador romano Tácito en Anales (c. 116 d. C.), describe la persecución de los cristianos por Nerón y afirma (Anales 15.44) que Jesús había sido ejecutado por orden de Pilato, durante el reinado de Tiberio (emperador entre el 18 de septiembre de 14 d. C. y el 16 de marzo de 37 d. C.).
De acuerdo a Flavio Josefo, Poncio Pilato fue gobernador de Judea entre 26 d. C. hasta que fue reemplazado por Marcelo, ya sea en el año 36 o 37 d. C., estableciendo la fecha de la muerte de Jesús entre los años 26 y 37 d. C.

### Tetrarquía de Herodes Antipas
En el Evangelio de Lucas, mientras que Jesús está en la corte de Pilato, él se da cuenta de que Jesús es galileo y, por lo tanto, está bajo la jurisdicción de Herodes Antipas. Teniendo en cuenta que Herodes estaba en Jerusalén en ese momento, Pilato decidió enviar a Jesús a Herodes para ser juzgado.
Este episodio es descrito únicamente en el Evangelio de Lucas (Lucas 23:7-15). Mientras que algunos estudiosos han puesto en duda la autenticidad de este episodio, the International Standard Bible Encyclopedia afirma que es coherente con los evangelios.
Herodes Antipas, un hijo de Herodes el Grande, nació antes del año 20 a. C. y fue exiliado en el verano del 39 d. C., tras una larga intriga que involucró a Calígula y Agripa I, nieto de su padre. Este episodio indica que la muerte de Jesús tuvo lugar antes de 39 d. C.

### Conversión de Pablo

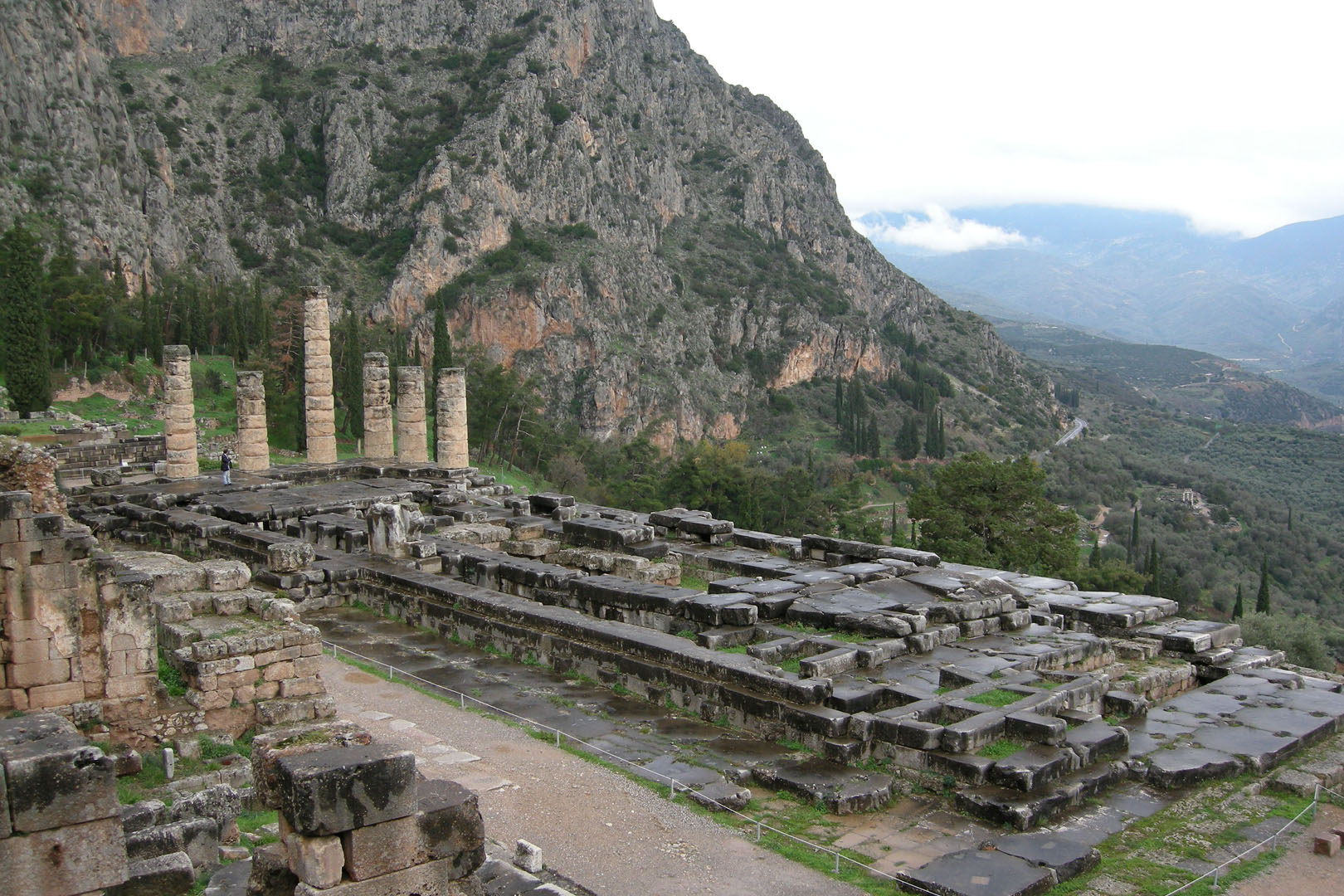
El Templo de Apolo en Delfos, Grecia, donde la Inscripción de Delfos fue descubierta a inicios del.

Otro enfoque para estimar un límite superior para el año de la muerte de Jesús es la estimación de la fecha de la conversión del apóstol Pablo, que los registros del Nuevo Testamento lo emplazan algún tiempo después de la muerte de Jesús. La conversión de Pablo es discutida tanto en las cartas paulinas y en los Hechos de los Apóstoles.
En la primera carta a los Corintios (1 Corintios 15:3-8), Pablo se refiere a su conversión. Los Hechos de los Apóstoles incluyen tres referencias separadas a su experiencia de conversión, en Hechos 9, Hechos 22 y Hechos 26.
La estimación del año de la conversión de Pablo se basa en trabajar retrospectivamente desde su juicio ante Junio Galión en Acaya, Grecia (Hechos 18:12-17), alrededor de 51-52 d. C, a una fecha derivada del descubrimiento y publicación, en 1905, de cuatro fragmentos de piedra, partes de la inscripciones de Delfos, cerca al golfo de Corinto. La inscripción conserva una carta de Claudio en relación con Galión, fechada durante la aclamación 26.ª de Claudio, en algún momento entre enero de 51 y agosto de 52 d. C.
Sobre esta base, la mayoría de los historiadores estiman que Galión (hermano de Séneca el Joven) se convirtió en procónsul entre la primavera de 51 d. C. y el verano del 52 d. C., y que su cargo concluyó a más tardar en 53 d. C. Se asume generalmente que el juicio de Pablo está ubicado en la parte más temprana de la tenencia de Galión, basado en la referencia (Hechos 18:2) de su reunión en Corinto con Priscila y Aquila, que habían sido expulsados recientemente de Roma por el decreto del emperador Claudio de expulsar a los judíos de Roma, que tiene fecha de 49-50 d. C.
De acuerdo con el Nuevo Testamento, Pablo pasó dieciocho meses en Corinto, aproximadamente diecisiete años después de su conversión. Gálatas 2:1-10 señala que Pablo regresó a Jerusalén catorce años después de su conversión, y varias misiones (a veces con Bernabé), tales como aquellas en Hechos 11:25-26 y 2 Corintios 11:23-33, aparecen en el libro de los Hechos. La estimación científica generalmente aceptada para la fecha de la conversión de Pablo es 33-36 d. C., colocando la muerte de Jesús antes de este intervalo de fechas.

### Análisis astronómico

#### Método de Newton

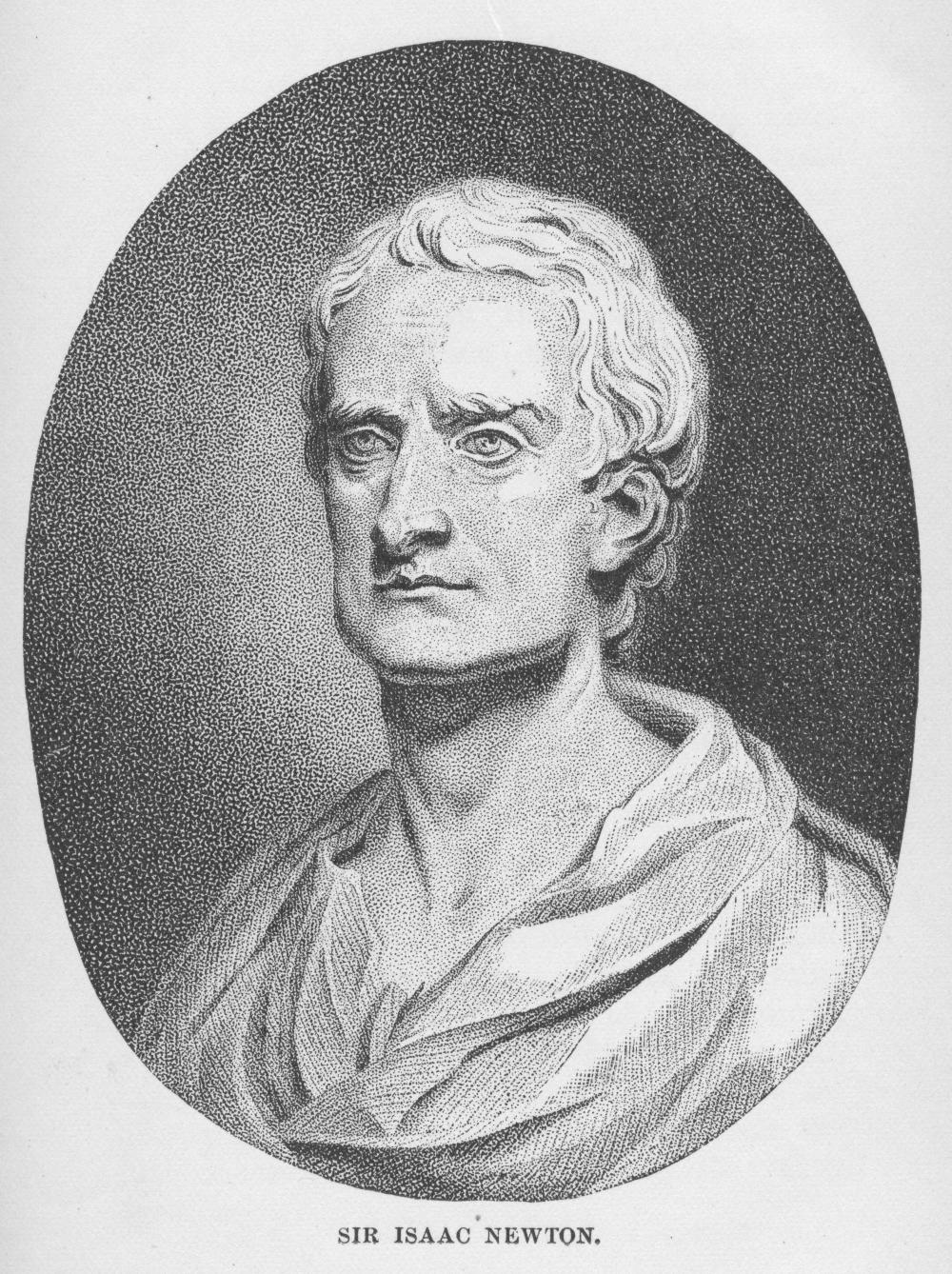
Isaac Newton.

Los cuatro evangelios están de acuerdo en que la crucifixión sucedió durante la Pascua, y los cuatro evangelios coinciden en que Jesús murió unas horas antes del comienzo del sabbat (sábado cristiano), es decir, que murió antes del ocaso de un viernes (Mateo 27:62, 28:1, Marcos 15:42, Lucas 23:54, Juan 19:31, 42). El consenso de los estudiosos modernos corroboran esto. En el calendario oficial del festival de Judea, usado por los sacerdotes del templo, el tiempo de Pascua se define con toda precisión: El sacrificio de los corderos para la Pascua ocurría entre las 3 p. m. y 5 p. m. en el día 14 del mes judío de Nisán (correspondiente a marzo/abril en nuestro calendario) y la cena de Pascua comenzaba al salir la luna (necesariamente una luna llena) aquella misma noche, es decir, al comienzo del 15 de Nisán (el día judío corre de noche a noche) (Levítico 23:5; Números 28:16). 
Pero existe una discrepancia aparente de un día en los relatos evangélicos de la crucifixión, lo que ha sido objeto de considerable debate.
En el Evangelio de Juan, se hace constar que el día del juicio y la ejecución de Jesús fue el día antes de la Pascua (Juan 18:28, 19:14), por lo que Juan coloca a la crucifixión el 14 de Nisán. La interpretación correcta de los sinópticos es menos clara. Así, algunos estudiosos creen que los 4 Evangelios colocan a la crucifixión en un día viernes 14 de Nisán, mientras que otros creen que de acuerdo a los sinópticos se produjo un día viernes 15 de Nisán. 
La Enciclopedia Judaica explica: “Tenemos que suponer que Jesús celebraba el festival la víspera, de acuerdo con la costumbre galilea, en caso de que la festividad tuviera que coincidir con el sábado. Pues según el concepto de [la escuela farisea de Shamay], prevaleciente en Galilea, el sacrificio del cordero pascual era un sacrificio particular y no era admisible en sábado”.
El problema que entonces tiene que ser resuelto es el de determinar en cuál de los años del gobierno de Poncio Pilato (26-36 d. C.) el 14 y 15 de Nisán cayó un viernes.
En 1733, Isaac Newton consideró únicamente el rango de 31-36 d. C., y calculó que el requisito es cumplido solamente en el viernes 3 de abril de 33 d. C., y 23 de abril de 34 d. C. La última fecha solo puede haber caído un viernes si un excepcional mes bisiesto hubiera sido introducido ese año, pero esto último fue favorecido por Newton. En el siglo XX, la visión estándar se convirtió en la de J. K. Fotheringham, quien en 1910 sugirió el 3 de abril de 33 d. C., sobre la base de su coincidencia con un eclipse lunar. En la década de 1990, Bradley E. Schaefer y J. P. Pratt, siguiendo un método similar, llegaron a la misma fecha. También de acuerdo con Humphreys y Waddington, el calendario judío lunar deja únicamente dos fechas posibles dentro del reino de Poncio Pilato para la muerte de Jesús, y ambas habrían sido un 14 de Nisán como se especifica en el Evangelio de Juan: el viernes 7 de abril de 30 d. C., y el viernes 3 de abril de 33 d. C.
La dificultad aquí es que el calendario judío no estaba basado en cálculos astronómicos, sino en la observación. Es posible establecer la fase de la luna en un día determinado hace dos mil años, pero no si estaba oculta por nubes o neblina. Incluyendo la posibilidad de que un cielo nublado ocultó la luna, y suponiendo que las autoridades judías eran conscientes de que los meses lunares solo pueden ser 29 o 30 días de duración (el tiempo de una luna nueva a otra es de 29,53 días), entonces el requisito del viernes podría también haber sido cumplido, durante el mandato de Poncio Pilato, el 11 de abril de 27 d. C. Otra posible fecha surge si las autoridades judías pasaron a agregar un anormal mes bisiesto lunar para compensar una temporada de cosecha meteorológicamente retrasada: esto produciría una posibilidad adicional durante el tiempo de Pilato, que es favorecida por la fecha de Newton: el 23 de abril de 34 d. C. Colin Humphreys calcula pero rechaza las fechas de los años 27 y 34 d. C., sobre la base de que la primera es demasiado temprana para ser compatible con Lucas 3:1-2, y la primavera de 34 d. C. es probablemente demasiado tardía para ser compatible con la línea temporal de Pablo.

#### Método del eclipse

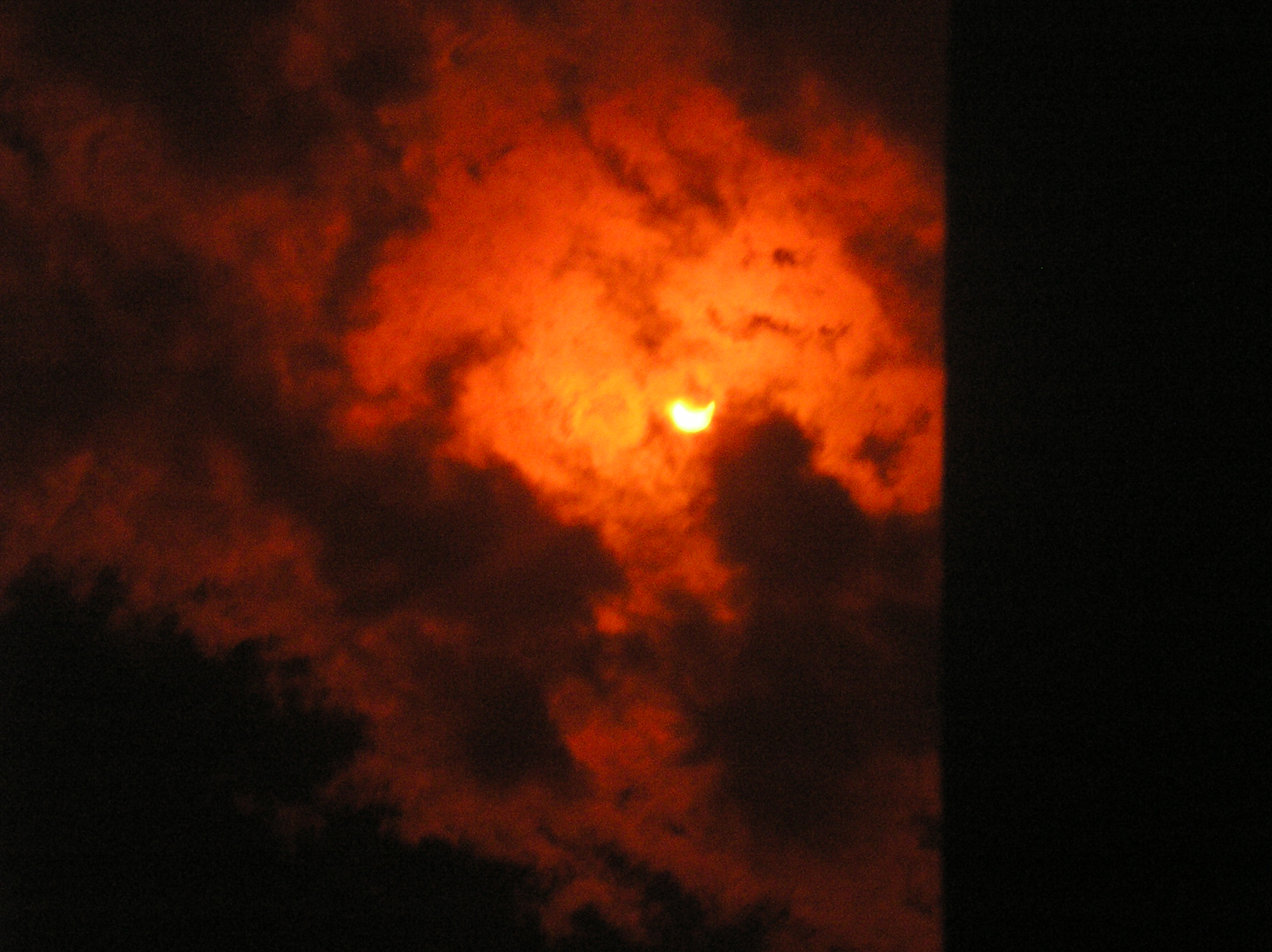
Un eclipse solar, agosto de 2008.

Un eclipse lunar es potencialmente aludido en Hechos 2:14-21: «El sol se convertirá en tinieblas, y la luna en sangre, antes que venga el día del Señor», como lo señala por el físico Colin Humphreys y el astrónomo Graeme Waddington. En realidad había un eclipse lunar el 3 de abril de 33 d. C., fecha que coincide con una de las posibles fechas astronómicas para la crucifixión de Jesús, según el método de Newton (véase más arriba). Humphreys y Waddington han calculado que en la antigua Jerusalén este eclipse habría sido visible desde la salida de la luna a las 18:20 horas, como un eclipse parcial del 20% (una luna llena con un «pedazo» potencialmente rojo ausente en la parte superior izquierda del disco de la luna). Proponen que una gran parte de la población judía habría atestiguado este eclipse, ya que habrían estado esperando la puesta de sol en el oeste e inmediatamente después la anticipada subida de la luna llena en el este, como la señal prescrita para iniciar sus cenas de Pascua en sus hogares. Humphreys y Waddington, por tanto, sugieren un escenario donde Jesús fue crucificado y murió a las 15:00 horas del 3 de abril de 33 d. C., seguido de un eclipse parcial de luna roja al salir esta a las 18:20 horas, siendo observada por la población judía, y que Pedro recuerda este evento durante la predicación de la resurrección a los judíos (Hechos 2:14-21). El astrónomo Bradley Schaefer concuerda con la fecha del eclipse, pero señala que la luna eclipsada no habría sido visible en ese momento en Jerusalén.
Otro enfoque consiste en la referencia de los sinópticos a un período de tres horas de oscuridad sobre toda la tierra en el día de la crucifixión, que el registro de Lucas (Lucas 23:45: τοῦ ἡλίου ἐκλιπόντος, el sol se oscureció) describe como un eclipse. Aunque los estudiosos modernos consideran que esto es un recurso literario común entre los escritores antiguos en lugar de una descripción de un evento real, algunos autores han intentado identificar un fenómeno astronómico datable, en el cual esto podría haber contemplado. No pudo haber sido un eclipse solar, puesto que esto no podría tener lugar durante la crucifixión en la Pascua. En 1983, los astrónomos Humphreys y Waddington señalaron que la referencia a un eclipse solar no se encuentra en algunas versiones de Lucas y argumentaron que el eclipse solar era una enmienda errónea posterior de un escriba de lo que era en realidad un eclipse lunar. Esta es una afirmación que el historiador David Henige describe como «indefendible» e «insostenible». Humphreys y una serie de estudiosos han argumentado como alternativa del oscurecimiento del sol como un fenómeno causado por un jamsin, es decir, una tormenta de arena, que puede ocurrir entre mediados de marzo y mayo en Oriente Medio y que no suele durar varias horas.
En una revisión de libro de Humphreys, el teólogo William R. Telford señala que las partes no astronómicas de su argumento del eclipse lunar están basados en la suposición de que las cronologías descritas en el Nuevo Testamento son históricas y con base en el testimonio de testigos oculares, asumiendo de manera acrítica declaraciones tales como los "tres Pascuas diferentes en Juan" y la declaración de Mateo que Jesús murió en la novena hora. También destaca que Humphreys utiliza algunas fuentes muy dudosas, como la supuesta carta de Pilato a Tiberio César. El texto aludido del libro de Hechos ni siquiera estaría refiriéndose a la crucifixión, sino a la espera escatológica del juicio final y la destrucción de Jerusalén, citando al profeta Joel 2: 30, que a su vez hacía referencia a la caída de la Ciudad Santa ante los babilonios, siglos antes, por lo que el oscurecimiento del sol y la luna en verdad se refería al humo y cenizas de la conflagración y caída de la ciudad, no a fenómenos astronómicos.

#### Método de la doble Pascua
En el relato de la crucifixión, los evangelios sinópticos enfatizan que Jesús celebró una cena de Pascua (Marcos 14:12, Lucas 22:15) antes de su crucifixión, lo que contrasta fuertemente con el Evangelio independiente de Juan, que es explícito en que la Pascua oficial «judía» (Juan 11:55) comenzó al anochecer después de la muerte de Jesús. En su libro de 2011, Colin Humphreys propone una solución a esta aparente discrepancia postulando que la cena pascual «sinóptica» de Jesús en realidad tuvo lugar dos días antes de la Pascua «judía» de Juan, porque la primera se calcula el supuesto calendario lunar original judío (en sí, basado en el calendario lunar litúrgico egipcio putativamente introducido a los israelitas por Moisés en el siglo XIII a. C., y que todavía es utilizado hoy en día por los samaritanos). La Pascua oficial «judía», en contraste, era determinada por un ajuste del calendario judío que había sido modificado durante la deportación a Babilonia en el siglo VI a. C. Este calendario judío modificado es habitual entre la mayoría de los judíos hoy en día. Una diferencia básica radica en la determinación del primer día del nuevo mes: mientras que los samaritanos utilizan la calculada (pues es, por definición, invisible) luna nueva, los judíos convencionales utilizan la primera observación de la fina luna creciente que ocurre, en promedio, 30 horas después.
La otra diferencia básica radica en el hecho de que el calendario samaritano utiliza un día desde el amanecer hasta el siguiente amanecer, mientras que el calendario judío oficial utiliza un día desde la puesta del sol hasta la siguiente puesta del sol. Debido a estas diferencias, la Pascua samaritana sucede normalmente un día antes de la Pascua judía (y, en ciertos años, dos o más días antes). El año de la crucifixión de Jesús se puede calcular preguntándose en cuál de los dos años astronómicamente posibles de 30 y 33 d. C. existe una diferencia de tiempo entre la última cena y la crucifixión que es compatible con la línea temporal del Evangelio de los últimos 6 días de la vida de Jesús. Los cálculos astronómicos muestran que una hipotética fecha de 30 d. C. requeriría una incompatible última cena sucedida un lunes, mientras que una fecha de 33 d. C. ofrece una compatible última cena ocurrida el miércoles 1 de abril de 33 d. C., seguida de una compatible crucifixión del viernes 3 de abril de 33 d. C.
Dados estos supuestos, argumenta que la fecha calculada para el miércoles 1 de abril de 33 d. C. para la Última Cena permite que los cuatro relatos del evangelio sean astronómicamente correctos, con Jesús celebrando la Pascua dos días antes de su muerte, siguiendo el calendario original mosaico; y las autoridades judías celebrando la Pascua justo después de la crucifixión, utilizando el calendario modificado babilónico. Por el contrario, la tradición cristiana de la celebración de la Última Cena el Jueves Santo sería un anacronismo. La cronología calculada, a propósito, es compatible con la narrativa de Juan, que Jesús murió el viernes 3 de abril del año 33 d. C. a las 15:00 horas, en el mismo momento en el que los corderos de la Pascua eran sacrificados.
En una revisión del libro de Humphreys, el teólogo William R. Telford replica que el esquema de días diferentes de la Semana Santa del Evangelio «es artificial, así como una construcción incompatible». Como Telford había señalado en su propio libro en 1980, «la estructura inicial de tres días que se encuentra en [Marcos 11] es ocasionada por la unión puramente redaccional de la extraña historia de la higuera con la entrada triunfal y la depuración de las tradiciones del templo, y no es una cronología sobre la cual se pueda basar cualquier reconstrucción histórica».
Todo lo anterior pasa por alto lo ya citado de la Enciclopedia Judaica, respecto a que la escuela farisea de Shamay establecía la costumbre de celebrar la cena pascual un día antes si la Pascua coincicía con el Shabat, ya que consideraban inaceptable que uno de los dos sacrificios fuera anulado, y esa escuela de pensamiento religioso prevalecía en Galilea, lugar de origen tanto de Jesús como de sus discípulos.

### Debate académico sobre la hora de muerte
La estimación de la hora de la muerte de Jesús sobre la base de los relatos del Nuevo Testamento ha sido objeto de debate entre los estudiosos, ya que existe una clara diferencia entre las registros en los sinópticos y en el Evangelio de Juan. En el relato sinóptico, la Última Cena tiene lugar en la primera noche de la Pascua, que es definida en la Torá como algo que ocurre después del atardecer del 14 de Nisán, y la crucifixión es el 15 de Nisán. Sin embargo, en el Evangelio de Juan el juicio de Jesús tiene lugar antes de la cena de Pascua y la condena tiene lugar en el día de la preparación, antes de la Pascua. El relato de Juan coloca la crucifixión el 14 de Nisán, ya que la ley ordenaba que el cordero tenía que ser sacrificado entre las 3 p. m. y 5 p. m., y comido antes de la medianoche de ese día. Este entendimiento se ajusta bien con la tipología del Antiguo Testamento, en el que Jesús entró en Jerusalén para identificarse a sí mismo como el cordero pascual en el día 10 de Nisán, fue crucificado y murió a las 3:00 de la tarde del 14 de Nisán, al mismo tiempo, el Sumo Sacerdote habría sacrificado al cordero pascual, y resucitó antes del amanecer del día 16 de Nisán, como un tipo de ofrenda de los primeros frutos.
Es problemático conciliar la cronología presentada por Juan con la tradición sinóptica, en la que la Última Cena fue una cena de la Pascua. Algunos estudiosos han presentado argumentos para conciliar los relatos, aunque Raymond E. Brown, revisándolos, llegó a la conclusión de que no se puede hacer fácilmente. Uno implica la sugerencia de que para Jesús y sus discípulos, la Pascua podría haber comenzado al amanecer del viernes, mientras que para los judíos tradicionales no hubiera comenzado hasta el anochecer del mismo día. Otro es que Juan siguió la práctica romana de calcular el nuevo día a partir de la medianoche, sobre el cálculo judío. Sin embargo, esta práctica romana fue utilizada solamente para contratos de citas y arrendamientos. D. A. Carson sostiene que la «preparación de la Pascua» podría significar cualquier día de la semana de la Pascua. Algunos han argumentado que la precisión moderna de marcar la hora del día no debe ser leída dentro de los relatos de los evangelios, escritos en momentos en que no se disponía de ninguna estandarización de los relojes, o el registro exacto de horas y minutos.
Andreas Köstenberger sostiene que en el siglo I el tiempo era estimado a menudo al momento más cercano en intervalos de tres horas, y que la intención del autor del Evangelio de Marcos fue servir de marco para las tres horas de oscuridad, mientras que el Evangelio de Juan trata de subrayar la duración de los procedimientos, a partir de «temprano en la mañana».
William Barclay ha argumentado que la representación de la muerte de Jesús en el Evangelio de Juan es una construcción literaria, la presentación de la crucifixión como teniendo lugar en el momento en el día de Pascua, cuando el cordero del sacrificio era muerto, y por lo tanto retrata a Jesús como el Cordero de Dios.

## Otros enfoques
Otros enfoques para la cronología de Jesús se han sugerido a lo largo de los siglos, por ejemplo, Máximo el Confesor, Eusebio de Cesarea, y Casiodoro afirmaron que la muerte de Jesús ocurrió en el 31 d. C.. El historiador romano del siglo III/IV Lactancio afirmó que Jesús fue crucificado en un día particular en 29 d. C., pero ello no se corresponde con la luna llena.
Algunos comentaristas han tratado de establecer la fecha de nacimiento mediante la identificación de la estrella de Belén con algún fenómeno astronómico y astrológico conocido. Hay muchos fenómenos posibles y ninguno parece coincidir con el registro del Evangelio, aunque nuevos autores continúan ofreciendo potenciales candidatos.